# Seznam prezidentů Papežské komise pro Městský stát Vatikán
Prezident Papežské komise pro Městský stát Vatikán je zároveň prezidentem vatikánského governatorátu. OD roku 1939 byly prezidenty následující osoby:
- Kardinál Nicola Canali, 1939–1961
  - Kardinál Alberto di Jorio, 1961–1968 (vice-guvernér)
  - Kardinál Sergio Guerri †, 1969–1981 (vice-guvernér)
  - arcibiskup Paul Casimir Marcinkus, 1981–1990 (vice-guvernér)
- Kardinál Sebastiano Baggio, 1984–1990
- Kardinál Rosalio José Castillo Lara, 1990–1997
- Kardinál Edmund Casimir Szoka, 1997–2006
- Kardinál Giovanni Lajolo, 2006–2011
- Kardinál Giuseppe Bertello, 1. října 2011 – 30. září 2021
- Kardinál Fernando Vérgez Alzaga, 1. října 2021[1] – 28. února 2025
- Sestra Raffaella Petrini, F.S.E. od 1. března 2025